# Too Much (bài hát của Spice Girls)
"Too Much" là một bài hát của nhóm nhạc nữ Anh quốc Spice Girls nằm trong album phòng thu thứ hai của họ, Spiceworld (1997). Nó được phát hành như là đĩa đơn thứ hai trích từ album vào ngày 15 tháng 12 năm 1997 bởi Virgin Records. Bài hát được viết lời bởi các thành viên trong nhóm với Paul Wilson và Andy Watkins thuộc đội sản xuất Absolute, những người đồng thời sản xuất nó, và được thu âm trong khoảng thời gian nhóm đang thực hiện những cảnh quay cho bộ phim Spice World. Đây là một bản pop ballad với những âm hưởng của R&B và sử dụng nhiều loại nhạc cụ khác nhau như ghi-ta, kèn đồng và những nhạc cụ dây.
"Too Much" nhận được những ý kiến trái chiều từ giới phê bình, trong đó họ giành nhiều đánh giá tiêu cực cho những âm hưởng R&B của bài hát. Tuy nhiên, nó đã gặt hái nhiều thành công đáng kể trên các bảng xếp hạng, trở thành đĩa đơn quán quân thứ sáu liên tiếp của nhóm ở Vương quốc Anh, giúp họ trở thành nghệ sĩ đầu tiên trong lịch sử đạt được sáu đĩa đơn đầu tay ở vị trí số một và trở thành đĩa đơn mùa Giáng sinh thứ hai liên tiếp của nhóm tại đây. Trên thị trường quốc tế, bài hát lọt vào top 10 ở Úc, Đan Mạch, Phần Lan, Ireland, New Zealand và Tây Ban Nha, cũng như vươn đến top 20 ở hầu hết những quốc gia nó xuất hiện. Tại Hoa Kỳ, "Too Much" đạt vị trí thứ chín trên bảng xếp hạng Billboard Hot 100, trở thành đĩa đơn top 10 thứ tư của Spice Girls và là đĩa đơn duy nhất từ Spiceworld lọt vào top 10 tại đây.
Video ca nhạc của bài hát được đạo diễn bởi Howard Greenhalgh, trong đó mỗi thành viên Spice Girls hóa thân thành nhiều nhân vật khác nhau, lấy cảm hứng từ những bộ phim tưởng tượng của riêng mình. Để quảng bá cho "Too Much", nhóm đã trình diễn nó trên nhiều chương trình truyền hình và lễ trao giải, bao gồm Top of the Pops và Giải thưởng Âm nhạc Mỹ năm 1998. Ngoài ra, bài hát cũng xuất hiện trong tất cả các chuyến lưu diễn trong sự nghiệp của họ, bao gồm chuyến lưu diễn tái hợp The Return of the Spice Girls (2007-08).

## Danh sách bài hát
| - Đĩa CD #1 tại Anh quốc/ Đĩa CD tại châu Âu 1. "Too Much" (radio chỉnh sửa) – 3:51 2. "Outer Space Girls" – 3:58 3. "Too Much" (Soulshock & Karlin Remix) – 3:52 - Đĩa CD #2 tại Anh quốc 1. "Too Much" (radio chỉnh sửa) – 3:51 2. "Too Much" (bản dàn nhạc) – 4:38 3. "Walk of Life" – 4:16 - Đĩa CD tại Úc 1. "Too Much" (radio chỉnh sửa) – 3:51 2. "Outer Space Girls" – 3:58 3. "Spice Up Your Life" (Murk Havana FM Radio Mix) – 3:39 | - Đĩa CD 2 bản tại châu Âu/Đĩa CD tại Pháp 1. "Too Much" (radio chỉnh sửa) – 3:51 2. "Outer Space Girls" – 3:58 - Đĩa CD tại Nhật 1. "Too Much" (radio chỉnh sửa) – 3:51 2. "Too Much" (bản dàn nhạc) – 4:38 3. "Walk of Life" – 4:16 4. "Outer Space Girls" – 3:58 - Đĩa CD tại Mỹ 1. "Too Much" (radio chỉnh sửa) – 3:51 2. "Too Much" (bản dàn nhạc) – 4:38 3. "Too Much" (Soulshock & Karlin Remix) – 3:52 4. "Outer Space Girls" – 3:58 |

## Xếp hạng
| Bảng xếp hạng (1997-98)               | Vị trí cao nhất |
| ------------------------------------- | --------------- |
| Úc (ARIA)                             | 9               |
| Áo (Ö3 Austria Top 40)                | 15              |
| Bỉ (Ultratop 50 Flanders)             | 12              |
| Bỉ (Ultratop 50 Wallonia)             | 16              |
| Canada (RPM)                          | 13              |
| Canada Adult Contemporary (RPM)       | 8               |
| Đan Mạch (Tracklisten)                | 7               |
| Châu Âu (European Hot 100 Singles)    | 3               |
| Phần Lan (Suomen virallinen lista)    | 3               |
| Pháp (SNEP)                           | 20              |
| Đức (Official German Charts)          | 21              |
| Ireland (IRMA)                        | 4               |
| Ý (Musica e dischi)                   | 16              |
| Hà Lan (Dutch Top 40)                 | 15              |
| Hà Lan (Single Top 100)               | 15              |
| New Zealand (Recorded Music NZ)       | 9               |
| Scotland (OCC)                        | 1               |
| Tây Ban Nha (AFYVE)                   | 9               |
| Thụy Điển (Sverigetopplistan)         | 18              |
| Thụy Sĩ (Schweizer Hitparade)         | 18              |
| Anh Quốc (OCC)                        | 1               |
| Hoa Kỳ Billboard Hot 100              | 9               |
| Hoa Kỳ Adult Contemporary (Billboard) | 23              |
| Hoa Kỳ Pop Airplay (Billboard)        | 21              |
| Hoa Kỳ Rhythmic (Billboard)           | 23              |

| Bảng xếp hạng (1997)                 | Vị trí |
| ------------------------------------ | ------ |
| Italy (FIMI)                         | 92     |
| Netherlands (Dutch Top 40)           | 212    |
| UK Singles (OCC)                     | 22     |
| Bảng xếp hạng (1998)                 | Vị trí |
| Australia (ARIA)                     | 75     |
| Canada Adult Contemporary (RPM)      | 35     |
| Europe (European Hot 100)            | 44     |
| Netherlands (Dutch Top 40)           | 162    |
| Netherlands (Single Top 100)         | 97     |
| UK Singles (Official Charts Company) | 100    |
| US Billboard Hot 100                 | 69     |

| Bảng xếp hạng (1990–99)              | Vị trí |
| ------------------------------------ | ------ |
| UK Singles (Official Charts Company) | 71     |

## Chứng nhận
| Quốc gia                                                                           | Chứng nhận | Số đơn vị/doanh số chứng nhận |
| ---------------------------------------------------------------------------------- | ---------- | ----------------------------- |
| Úc (ARIA)                                                                          | Vàng       | 35.000^                       |
| Pháp (SNEP)                                                                        | Bạc        | 125.000*                      |
| New Zealand (RMNZ)                                                                 | Vàng       | 7,500*                        |
| Anh Quốc (BPI)                                                                     | Bạch kim   | 600.000^                      |
| Hoa Kỳ (RIAA)                                                                      | Vàng       | 600,000                       |
| * Chứng nhận dựa theo doanh số tiêu thụ. ^ Chứng nhận dựa theo doanh số nhập hàng. |            |                               |